# Estepe pôntica

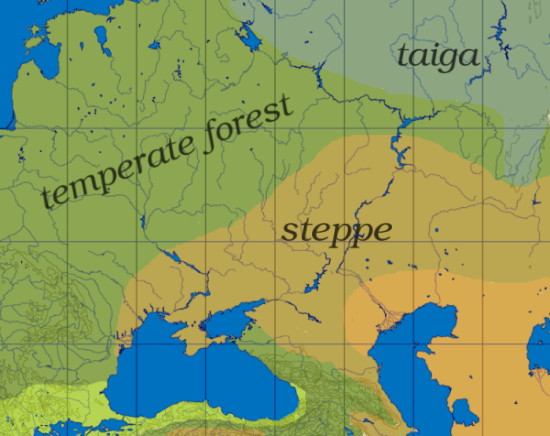

A estepe pôntica (também conhecida como estepe pôntico-cáspia) é a vasta estepe que se estende do norte do mar Negro (referido na tradição greco-romana como o 'mar hospitaleiro' (Εὔξεινος Πόντος - Euxeinos Pontos) até a leste do mar Cáspio, da Ucrânia ocidental através do Distrito Federal do Sul e do Distrito Federal do Volga, na Rússia, até o Cazaquistão ocidental, formando parte da estepe maior chamada estepe eurasiática. Localizada na parte temperada da região paleártica, está contida no bioma de pradarias, savanas e matagais.
A área corresponde à Cítia e à Sarmácia da Antiguidade Clássica. Por vários milênios, a estepe foi usada por inúmeras tribos de cavaleiros nômades, como os Arianos (Indo-Europeus), os quais vieram a conquistar territórios em regiões colonizadas da Europa e da Ásia Ocidental e Meridional. Foi finalmente posta sob controle de um povo sedentário pelo Império Russo no período entre os séculos XVI e XVIII.
O termo região pôntico-cáspia é usado em biogeografia para plantas e animais destas estepes e animais dos mares Negro, Cáspio e de Azov. Pesquisas genéticas identificam esta região como o lugar mais provável em que os cavalos foram domesticados pela primeira vez.